# André Chénier
André Marie Chénier (Konstantinápoly, 1762. október 30. – Párizs, 1794. július 25.) francia költő, újságíró, Marie-Joseph Chénier bátyja.

## Élete
Apja Konstantinápolyban volt kereskedő, majd konzul Marokkóban, anyja görög származású volt. A Collège de Navarre-ban tanult Párizsban, amit I. Johanna navarrai királynő alapított. Ott szerette meg a hellenisztikus civilizációt és az antik görög költőket. 1782-ben rövid időt töltött Strasbourgban, hadapródiskolai tisztképzésen vett részt, de mivel nem volt nemesi származású, a tiszti karrier zárva maradt előtte. Ekkor az irodalom és verselés felé fordult. Elégiákat és eklogákat írt antik mintára, újkori Homérosz akart lenni. Tibullust, Propertiust és Theokritoszt utánozta. Szenvedélyes szerelemre gyúlt Madame de Bonneuil iránt, akit Camilla néven több versében megénekelt. 1787 decemberében De La Luzerne nagykövet mellett követségi titkári állást vállalt Londonban. A forradalom kitörésekor visszatért Párizsba. Lelkesedett a forradalom eszméiért, filozofikus és szatirikus verseket írt.
Hevesen támadta a jakobinusokat a Journal de Paris és a Moniteur hasábjain, különösen Maximilien de Robespierre-t és Jean-Paul Marat-t. Emiatt sokáig haragban állt testvérével, Marie-Joseph-fel is. 1792 augusztusától bujkált, Le Havre-ban hajóra akart szállni, de visszatért Párizsba, hogy részt vegyen a halálra ítélt XVI. Lajos kiszabadítási kísérletében. Marat meggyilkolása után Chénier ódában énekelte meg Charlotte Corday-t. A király halála után Párizst kerülnie kellett, testvére Versailles-ban szerzett neki menedéket. Itt írta utolsó költeményeit, melyek Fannyhoz (Madame Lecoulteux) szóltak mély fájdalommal és nemes szerelemmel. Meg akart menteni egy asszonyt, aki ellen elfogatóparancsot adtak ki, de őt tartóztatták le 1794. március 4-én. Saint-Lazare börtönében átnézte kéziratait és ott írta legszebb költeményeit: La jeune captive (Coigny kisasszonyhoz) és Derniers vers d’un poète (Comme un dernier rayon). A Forradalmi Törvényszék előtt nem kért védőügyvédet, a nép ellensége vádjával halálra ítélték. Jean-Antoine Roucher költővel együtt végezték ki két nappal Robespierre bukása előtt. Racine-től idézett, amikor a vesztőhelyre vitték. 
Egyetlen francia költő sem érezte meg annyira a görög költészet szellemét, mint Chénier. Első verseiben nemes egyszerűség és egészséges érzékiség egyesülnek. Életében csak két költeménye jelent meg nyomtatásban: 1791-ben a Jeu de paume (Labdajáték), amit Jacques-Louis Davidnak dedikált, és amiben üdvözölte a rendi gyűlésnek azt a döntését, hogy nemzetgyűléssé alakult. 1792-ben jelent meg a Hymne aux Suisses de Châteauvieux, himnusz a felkelő svájciakhoz. Számos kéziratot hagyott hátra, az irodalomtörténet mítikus alakja lett annak ellenére, hogy induló költői pályáját erőszakosan félbeszakította a történelem. Henri de Latouche által kiadott költői hagyatékára csak 1819-ben figyeltek fel. A költők a romantika előfutárának tartották. Verseinek gyűjteményes kötetét csak 1814-ben adta ki Gabriel de Chénier, Louis Becq de Fouquières látta el kritikai jegyzetekkel.

## Emlékezete
Dráma, opera és regény született életéről.
- Jules Barbier: André Chénier (1849) (dráma)
- Joseph Méry: André Chénier (1850) (regény három kötetben)
- Umberto Giordano: Andrea Chénier (1894) (opera)
- Alfred de Vigny. Stello. Budapest: Eötvös József Könyvkiadó (2013) 61. oldaltól 148. oldalig.

## Művei
- Les Bucoliques
- À Abel (Élégies)
- À Charlotte Corday (Hymnes et Odes)
- À compter nos brebis je remplace ma mère (Poésies Antiques)
- À de Pange aîné (Épîtres)
- À de Pange (Élégies)
- À Fanny (I) (Élégies)
- À Fanny (II) (Élégies)
- À Fanny (III) (Élégies)
- À Fanny malade (Élégies)
- À l’hirondelle (Poésies Antiques)
- À la France (Hymnes et Odes)
- Ah ! je les reconnais, et mon cœur se réveille (Élégies)
- Ah ! portons dans les bois ma triste inquiétude (Élégies)
- Ah ! prends un cœur humain, laboureur trop avide (Poésies Antiques)
- Amymone (Poésies Antiques)
- Art d’aimer, fragment III (Poèmes)
- Art d’aimer, fragment II (Poèmes)
- Art d’aimer, fragment VIII (Poèmes)
- Art d’aimer, fragment VI (Poèmes)
- Au chevalier de Pange (Elégies)
- Aux frères de Pange (Elégies)
- Bacchus (Poésies Antiques)
- Bel astre de Vénus... (Poésies Antiques)
- Chrysé (Poésies Antiques)
- Comme un dernier rayon, comme un dernier zéphyr (Dernières poésies)
- Épilogue (Poésies Antiques)
- Euphrosyne (Poésies Antiques)
- Fille du vieux pasteur, qui d’une main agile (Poésies Antiques)
- Hercule (Poésies Antiques)
- Hylas (Poésies Antiques)
- Il n’est donc plus d’espoir, et ma plainte perdue (Élégies)
- Il n’est que d’être roi pour être heureux au monde (Élégies)
- J’étais un faible enfant qu’elle était grande et belle (Poésies Antiques)
- Je sais, quand le midi leur fait désirer l’ombre (Poésies Antiques)
- Jeune fille, ton cœur avec nous veut se taire (Élégies)
- L’Amérique (Poèmes)
- L’amour endormi (Poésies Antiques)
- L’amour et le berger (Poésies Antiques)
- L’amour laboureur (Poésies Antiques)
- L’art, des transports de l’âme est un faible interprète (Élégies)
- La jeune captive (Dernières poésies)
- La jeune L
- La jeune tarentine
- Tout hommes a ses douleurs. Mais aux yeux de ses frères (Élégies)

## Magyarul
- André Chénier válogatott versei; vál., előszó, jegyz. Baranyi Ferenc, ford. Babits Mihály et al.; K. u. K., Bp., 1994
- André Chénier válogatott versei; K.U.K. Könyv-és Lapkiadó Kft., Bp., 2007. ISBN 9789637437823
- Francia költők versei Baranyi Ferenc fordításában
- Vas István: A lefejezett költő

## Kapcsolódó szócikk
- Francia forradalom